# Fujiko Fujio A
Ne doit pas être confondu avec Fujiko Fujio ou Fujiko F. Fujio.
Fujiko Fujio A (藤子不二雄Ⓐ), nom de plume de Motoo Abiko (安孫子 素雄, Abiko Motoo), est un mangaka né le 10 mars 1934 à Himi dans la préfecture de Toyama au Japon et mort le 7 avril 2022 près de Tokyo. Il est le cocréateur du manga Doraemon[réf. souhaitée].

## Histoire
Son travail sur Doraemon s'est effectué au sein d'un duo avec Hiroshi Fujimoto, duo nommé Fujiko Fujio. Dans leur collaboration, ils s'occupent tous les deux à la fois du scénario et des dessins, cas extrêmement rare dans les duos de mangaka. Dès 1954, ils créent également des titres en solo, publiés sous leur pseudonyme commun. Leur dernier titre écrit à deux est à Obake no Q-Tarō (« Q-Tarô le fantôme »), de 1964 à 1966. En 1987, le duo prend la décision de se dissoudre et Fujimoto commence à signer ses mangas du nom de Fujiko Fujio F, et Abiko sous le nom de Fujiko Fujio A. Fujimoto publie alors essentiellement des mangas pour enfants, dont Doraemon, et Abiko des mangas d’humour noir et de fantastique.
Les œuvres les plus connues de Fujiko Fujio A sont Ninja Hattori-kun, Kaibutsu-kun, Manga Road, Pro Golfer Monkey, Matarō ga kuru !! et Warau Salesman.

## Distinctions
En 2005, le mangaka remporte le Prix du ministre de l'éducation de l'Association des auteurs de bande dessinée japonais.